# Kerson Huang
Kerson Huang chinês tradicional: 黃克孫, pinyin: Huáng Kèsūn (Nanning, China, 15 de março de 1928 – 1 de setembro de 2016) é um professor emérito do Instituto Tecnológico de Massachusetts (MIT). Cresceu em Manila, nas Filipinas. O seu nome é conhecido entre os leitores chineses como o tradutor dos poemas Rubaiyat, de Omar Khayyām.
Huang também fez uma famosa adaptação para o chinês tradicional dos poemas de Edward FitzGerald quando ainda era um jovem estudante de pós-graduação em física. O livro chinês tradicional: 魯拜集 teve suas impressões esgotadas durante anos, até ser reimpresso em Taiwan, em 1989.
Como cientista, Huang publicou alguns livros sobre física estatística. Com sua esposa Rosemary, ele co-traduziu o texto I Ching para o inglês. O livro foi publicado em 1984.

## Obras selecionadas
- 2016. A Superfluid Universe. Singapore: World Scientific Publishing. ISBN 978-981-3148-45-1
- 2014. Huang, Kerson (2014). I Ching: The Oracle Revised ed. Hackensack, Nova Jersey: World Scientific. 208 páginas. ISBN 978-981-4522-60-1. doi:10.1142/8891
- 2007. Fundamental Forces of Nature: The Story of Gauge Fields. World Scientific. Destinado a leitores leigos educados.
- 2005. Lectures on Statistical Physics and Protein Folding. World Scientific. ISBN 981-256-143-9
- 2001. Introduction to Statistical Physics. Taylor & Francis. ISBN 0-7484-0941-6
- 1998. Quantum Field Theory: From Operators to Path Integrals. John Wiley & Sons. ISBN 0-471-14120-8; 2ª edição revisada e ampliada, 2010
- 1992. Quarks, Leptons and Gauge Fields, 2a. ed. World Scientific. ISBN 981-02-0659-3
- 1987. Statistical Mechanics, 2a. ed. John Wiley & Sons.
- 1984. I Ching, the Oracle. World Scientific. ISBN 9971-966-25-5